# 韩国车辆号牌

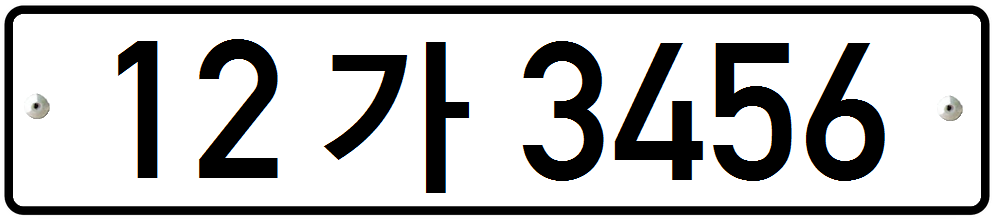
2005年至今的韓國車牌樣式

根據大韓民國的法例，於大韓民國登記的所有汽車，均必須於車輛的前後安裝一塊長方形的金屬板以示其登記號碼，其正式名稱為「自動車登錄番號板」（韩语：-{자동차
등록번호판}-）。韓國的車輛號牌，是以韓文字與阿拉伯數字為組合的順序號碼而成。
韓國的車輛號牌，分別於1973年、1996年、2004年分3次對號牌上的韓文字與數字的組合排序作出更改。現時的標準是於2006年11月1日開始執行，車牌的主要構成部份為：＜標示該車使用目的（自用車／商用車）＞＋＜韓文字＞＋＜由1000至9999為止的4位順序號碼＞。但最近1000至9999的4位數字快將用完的關係，當局開始簽發由0開始的號碼。號牌的長寬比採用歐盟標準，顏色為白底黑字。
至於建設用機械（挖泥機、泥頭車等）又或電單車、公用車（外交官用車）、軍事車輛、駐韓美軍等的車輛則使用與一般汽車不同的號牌設計，號牌上的規格、顏色、文字組合等等都不盡相同。至於單車以及農業機械用的耕作機則不需要安裝號牌。

## 私家車、休旅車、貨車

### 1973年4月以前
（例）서울11-1234
韓國的車輛號牌自日本殖民地時代的1910年開始出現，直至1921年首次規定為必須黑底白字。及後分別於1946年、1950年及1968年都曾作出修正。1968年8月1日的那次修正，號牌上並不使用韓文字，而標示該車使用目的的兩位數字也比較寬容，最後的4位數字也不是順序使用。當時的號牌為白底綠字，電單車（雙輪電單車以及電動單車）也同樣使用同款的號牌，但大小尺寸有所不同。由於政府早就宣佈此標準的號牌不再被使用，所以現在已經不會在街上見到。

### 1973年4月更改的車牌數字組合
（例）서울 1가 0000

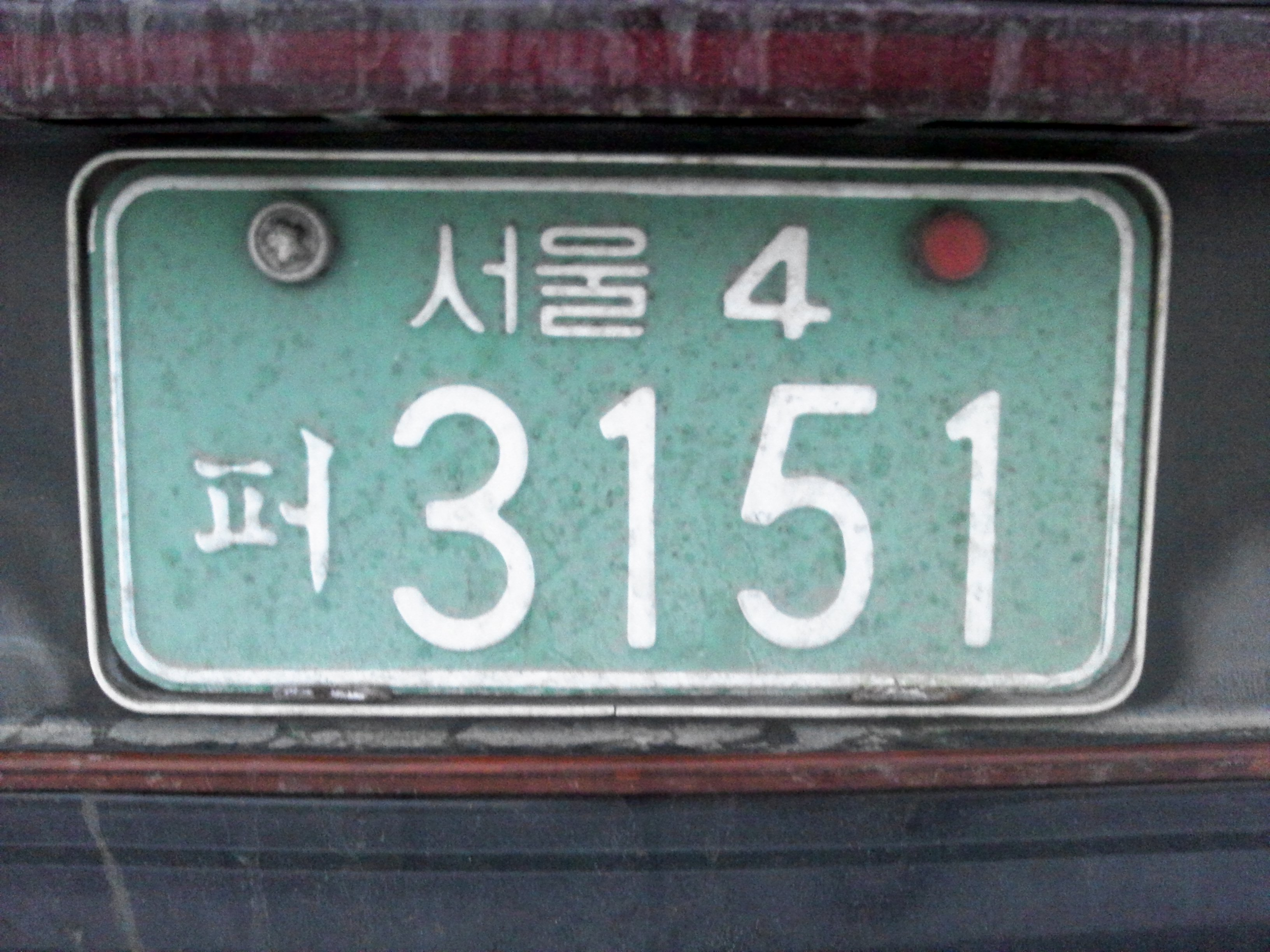
1973年至1995年的私家車車牌（登記地為首爾）

組合順序是：＜登記地區＞ +＜標示該車使用目的代碼：1位數字＞＋＜用途編號：1個韓文字＞＋＜順序編號＞
- 登記地區是以特別廣域市（即以前的「直轄市」）來作區分

- 使用目的代碼只以1位數字來表示，詳情如下：
  - 外籍車 : 0(於1991年廢止)
  - 私家車 : 1, 2, 3, 4
  - 休旅車 : 5, 6
  - 貨車　 : 7, 8
  - 特殊車 : 9

- 用途編號以1個韓文字來表示，詳情如下：
  - 自用車 : 가～마, 거～머, 고～모, 구～무 (共20個韓文字)
  - 自用車 : 버～퍼, 보～포, 부～후, 그～흐 (共39個韓文字。其後某些地區因應需要自行增加)
  - 商用車 : 바～하, 허, 호(共11個韓文字)

- 號牌的顏色詳情如下：
  - 綠底白字：自用車、租賃用車
  - 白底綠字：商用車（巴士、的士等等）
  - 橙底白字：包車用（旅遊巴士等等）

### 1996年1月更改的車牌數字組合
（例）서울 30 가 0000

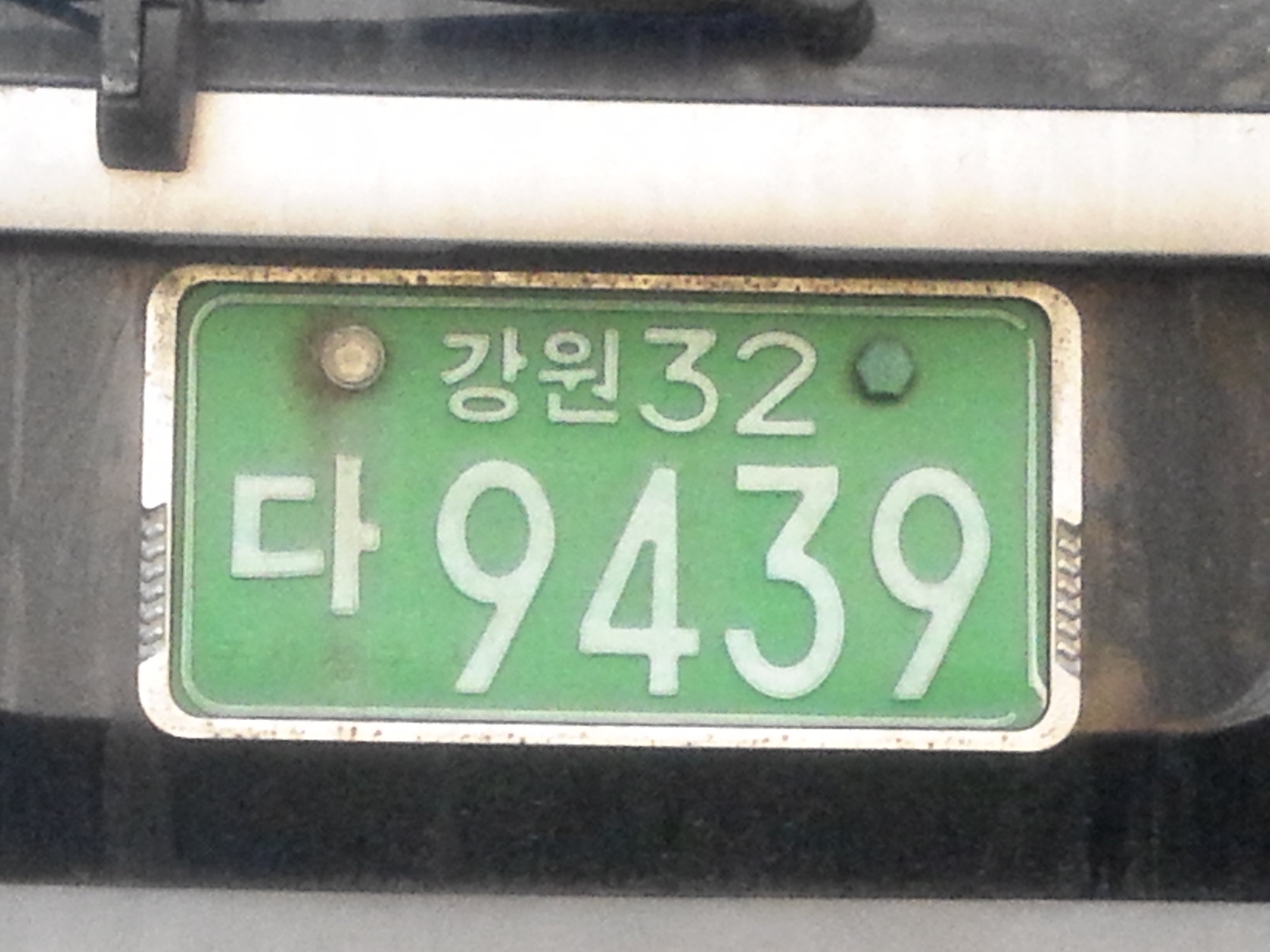
1996年至2003年的私家車車牌（登記地為江原道）

因應某些地區的車牌號已達飽和，所以從1996年1月1日起，使用目的代碼增加至2位數字。
- 私家車：10～69
- 休旅車：70～79
- 貨車：　80～97
- 特殊車：98～99

但當時私家車用的使用目的代碼，最初的號碼並非由10開始使用。例如京畿道・光州市・全羅南道・慶尚北道・慶尚南道等就由11開始使用；釜山市・大邱市・江原道等由27開始；首爾市・大田市由30開始；忠清北道由31開始；濟州島則由60開始。不由10開始使用的原因，一般相信是防止與當時建設用機械的車牌號碼組合混亂而避用（例如當時的泥頭車車牌號碼為：부산 06 가 0000）
因應使用目的代碼比以前增加了將近10倍，所以用途編號的韓文字相對地減少至只使用25個，以撇除一些發音相近的韓文字。
- 自用車 : 가～마, 거～머, 고～모, 구～무 (共20個韓文字)
- 商用車 : 바, 사, 아, 자, 허(租車用) (共5個韓文字)
- 運輸貨車 : 배(共1個韓文字)

也有部份地方會因此有自己專屬的號碼出現。例如城南市就會使用【경기 32・33】，商用車的話就會使用【70아·자】的用法。
至於顏色上也有輕微改動。商用車與包車的號牌統一為黃底綠字。而號牌上的字體也全部用上了類似明體的黑體字。當局曾於2003年9月開始試行發行在晚上也比較容易看見的白底黑字反光號牌。但因為超速拍照時會因為閃光燈反射而令車牌反而變得不能閱讀，於是在當年年尾就停止發行。

### 2004年1月更改的車牌數字組合

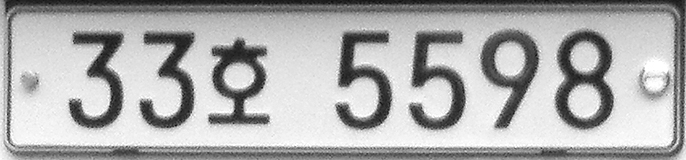
2004年至今的私家車車牌

當局於2004年1月1日實行將號牌上的登記地區刪去，換成俗稱全國號牌的新式號牌。以前如果車主要遷往其他市或道時，他所擁有的汽車就必須要重新申請。經過本次改動後，基本上一台汽車由首次登記後直至被廢棄除牌前，沒有特別原因的話也不用更改號牌。使用目的代碼與用途編號也有作少量的修改，但所有的改動只適用於自用車，商用車則繼續沿用過往的規定。
例：21가 0000
使用目的代碼變動如下：
- 私家車：01～69
- 休旅車：70～79
- 貨車　：80～97
- 特殊車：98～99

用途編號的變動如下：
- 가～마, 거～저, 고～조, 구～주(共32個韓文字)

2013年3月起在各種類中新增以下韓文字：
- 自用車：하, 호
- 商用車：바, 사, 아, 자
- 速遞運輸用車：배

軍事用車則是以下韓文字:
- 空軍: 공
- 海軍: 해
- 軍隊: 육
- 聯合參謀本部: 합
- 國直部隊: 국

值得一提的是，當局在實行此次改動時只單純地將登記地區從號牌上刪走，然後將號牌上的韓文字及數字放大來填滿號牌上的空位，導至號牌的可閱讀性下降而遭到批評。最終經過一段時間討議後，將顏色及號牌大小尺寸都統一地採用了所謂的歐洲型的號碼（白底黑字），此措施率先於2005年2月的警察巡邏車及公務車上試用，及後經過一輪修改字體及大小後，最終於2006年11月1日起應用於所有自用車身上。
2013年自用車的用途編號再增加了"하"和"호"兩個韓文字。

### 2019年9月更改的車牌數字組合
例：210가 0000
- 私家車：100～699

2021年11月1日後添加
- 計程車、公車 : 700～799
- 卡車 : 800～979
- 曳引車等特殊車輛 : 980～997

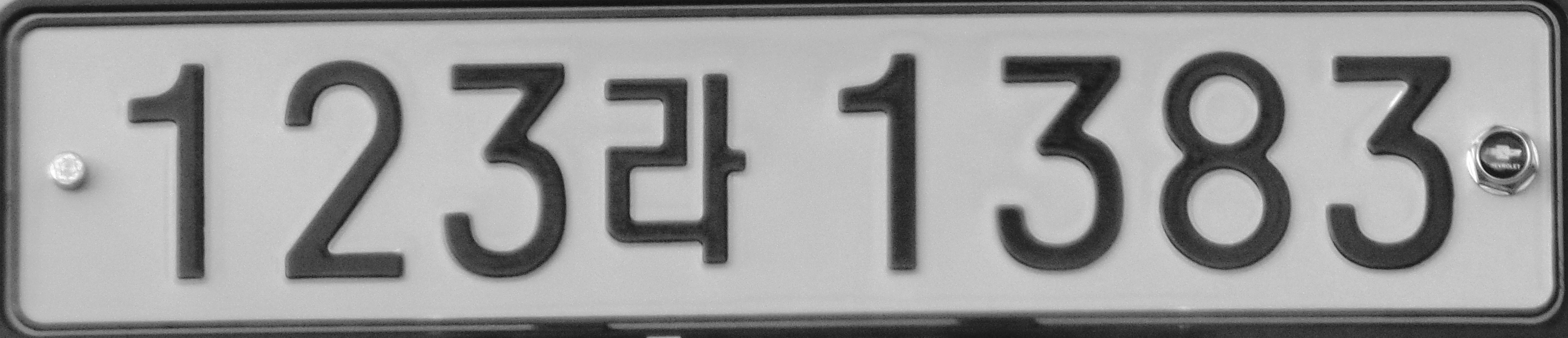
2019年起的私家車車牌

- 警察、消防、救護等緊急車輛 : 998～999

## 地區代碼
目前韓國車牌使用的共有17個地區代碼
| 區域       | 代碼 | 區域       | 代碼 | 區域           | 代碼 | 區域           | 代碼 | 區域           | 代碼 |
| ---------- | ---- | ---------- | ---- | -------------- | ---- | -------------- | ---- | -------------- | ---- |
| 首爾特別市 | 서울 | 光州廣域市 | 광주 | 江原特別自治道 | 강원 | 全羅南道       | 전남 | 世宗特別自治市 | 세종 |
| 釜山廣域市 | 부산 | 大田廣域市 | 대전 | 忠清北道       | 충북 | 慶尚北道       | 경북 |                |      |
| 大邱廣域市 | 대구 | 蔚山廣域市 | 울산 | 忠清南道       | 충남 | 慶尚南道       | 경남 |                |      |
| 仁川廣域市 | 인천 | 京畿道     | 경기 | 全北特別自治道 | 전북 | 濟州特別自治道 | 제주 |                |      |

## 特殊號牌

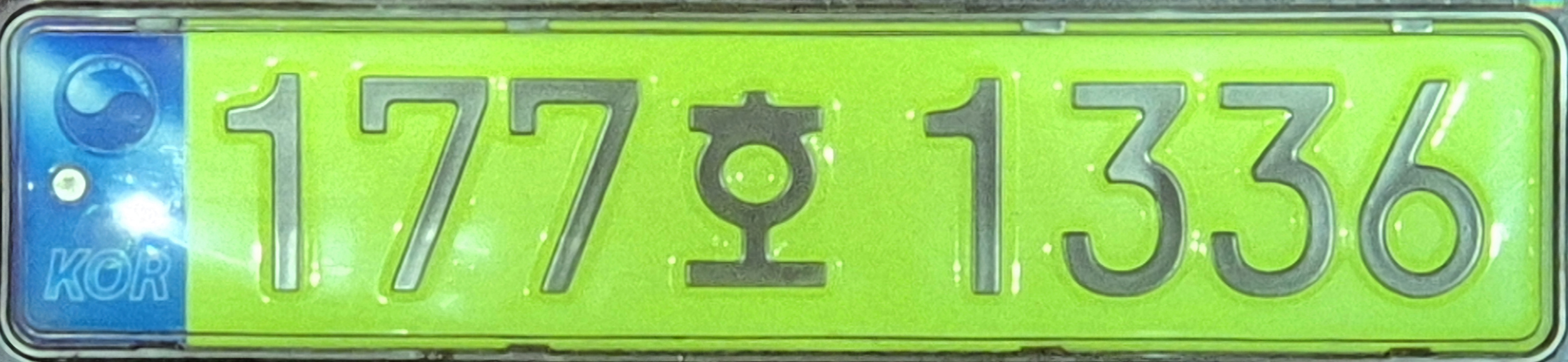
2024年起發放的檸檬綠色車牌

這是為了防止企業（包括公司）利用公司名義購買汽車自用以節省稅金，從2024年1月1日起，售價超過8,000萬韓元的車輛將安裝檸檬綠車牌。問題是，如果企業購買了自己名下的車輛，價格降到8000萬韓元以下，他們可能不願意安裝檸檬綠色車牌；或者，2024年1月1日之前購買的車輛不會強制安裝檸檬綠色車牌，所以他們很有可能也會安裝白色車牌。

## 建設用機械（挖泥機、泥頭車等等）
乘用車、廂型車和卡車的牌照僅分為私用和商用，但建築設備不僅分為私用和商用，也分為公用。此外，與乘用車、廂式貨車和卡車的商用車牌不同，建築設備的商用牌照上標有包含字母「영」的圓圈。 “영”表示 商用。

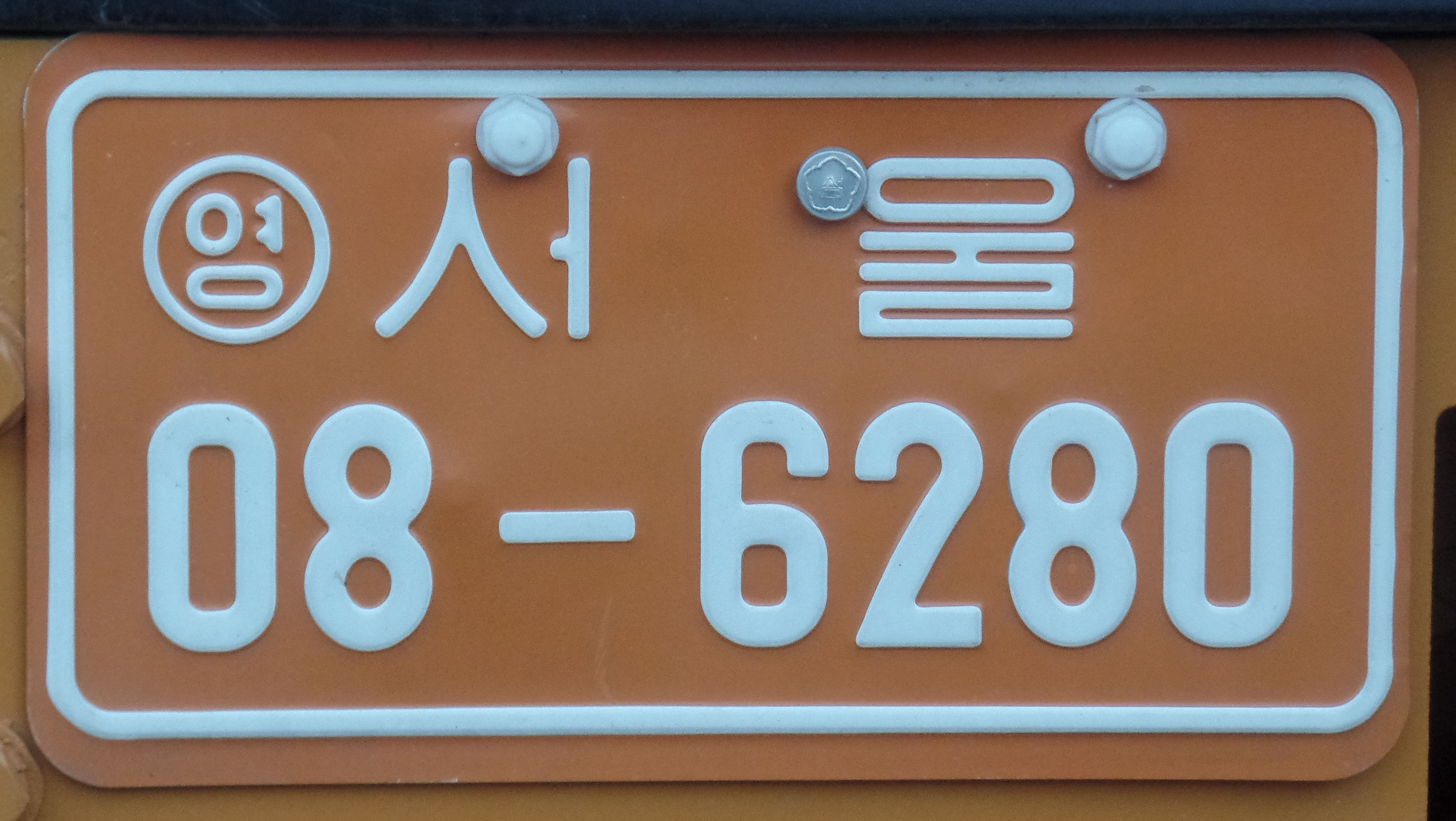
營業用機械車牌

建築設備編號牌自1976年開始使用，依據《建築設備管理法》，稱為建築設備登記編號牌。建築設備登記編號牌的規格、材質及標記方法，請參閱《建築設備管理法施行規則》附錄2。 （尺寸：自卸卡車、混凝土攪拌運輸車（預拌混凝土）、混凝土泵、塔式起重機 60×28cm，其他建築設備 40×22cm） 
- （自用範例）：서울 01-0000
- （商用範例）： 영 서울 01-0000
- 自2022年11月26日起，將刪除地區名稱，並在前面加上一個0，以區別於一般乘用車牌照，且變更自用牌照為綠底白字，變更後將不區分私家車牌照與公車牌照，尺寸變更為52×11公分。

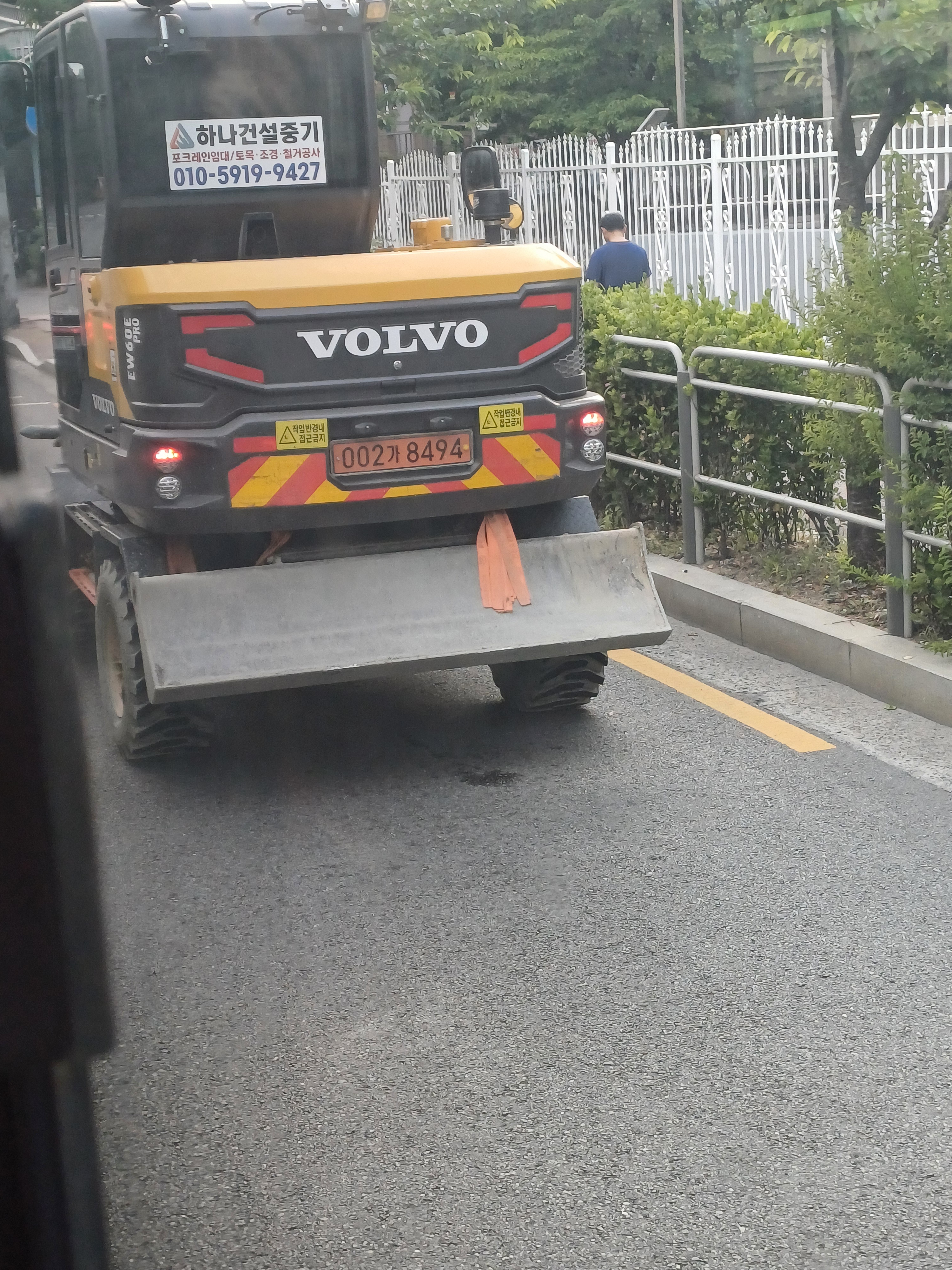
2022年11月26日起核發的營業用機械車牌

#### 機械車輛編號如下
- 推土機：01
- 挖土機（怪手）：02
- 鏟裝機：03
- 堆高機：04
- 鏟運機(刮平機)：05
- 砂石車：06
- 起重機：07
- 平地機：08
- 壓路機：09
- 道路穩定車：10
- 混凝土攪拌站：11
- 混凝土整平機：12
- 混凝土噴灑機：13
- 混凝土攪拌車（水泥預拌車）：14
- 混凝土泵浦車：15
- 瀝青混合站：16
- 瀝青整平機：17
- 瀝青噴灑機：18
- 骨材噴灑機：19
- 路面破碎機：20
- 空氣壓縮機：21
- 鑽孔機：22
- 打樁機：23
- 砂石採集機：24
- 挖泥船：25
- 特殊工程機械：26
- 塔吊：27

#### 車牌顏色區分如下
- 綠色背景，白色字母：自家用
- 橘色背景，白色文字：營業用
- 白色背景，黑色字母：政府用

直到 1994 年 3 月 24 日使用的商業車牌都是藍底白字，中間沒有字母。
車牌上顯示的數字以顏色區分。
- 自用與政府用：1001-4999（綠色背景，白色字母；從2022年和2023年開始，與官方顏色相同，白色背景，黑色字母）
- 營業用：5001-9999（橘色背景，白色字母；從 2022 年和 2023 年起為橘色背景，黑色字母）

自2019年3月19日起，如果建築設備安裝了先進的安全裝置等，且由於與安全裝置干擾而難以安裝現有的標準牌照，則可僅在車前安裝標準牌照（與汽車尺寸相同，52x11cm，但顏色與以前相同），並可省略字母「영」。實際上，部分從歐洲進口的砂石車（例如SCANIA、VOLVO、BENZ、MAN、IVECO等）通常採用這種方式。

## 二輪車（摩托車）

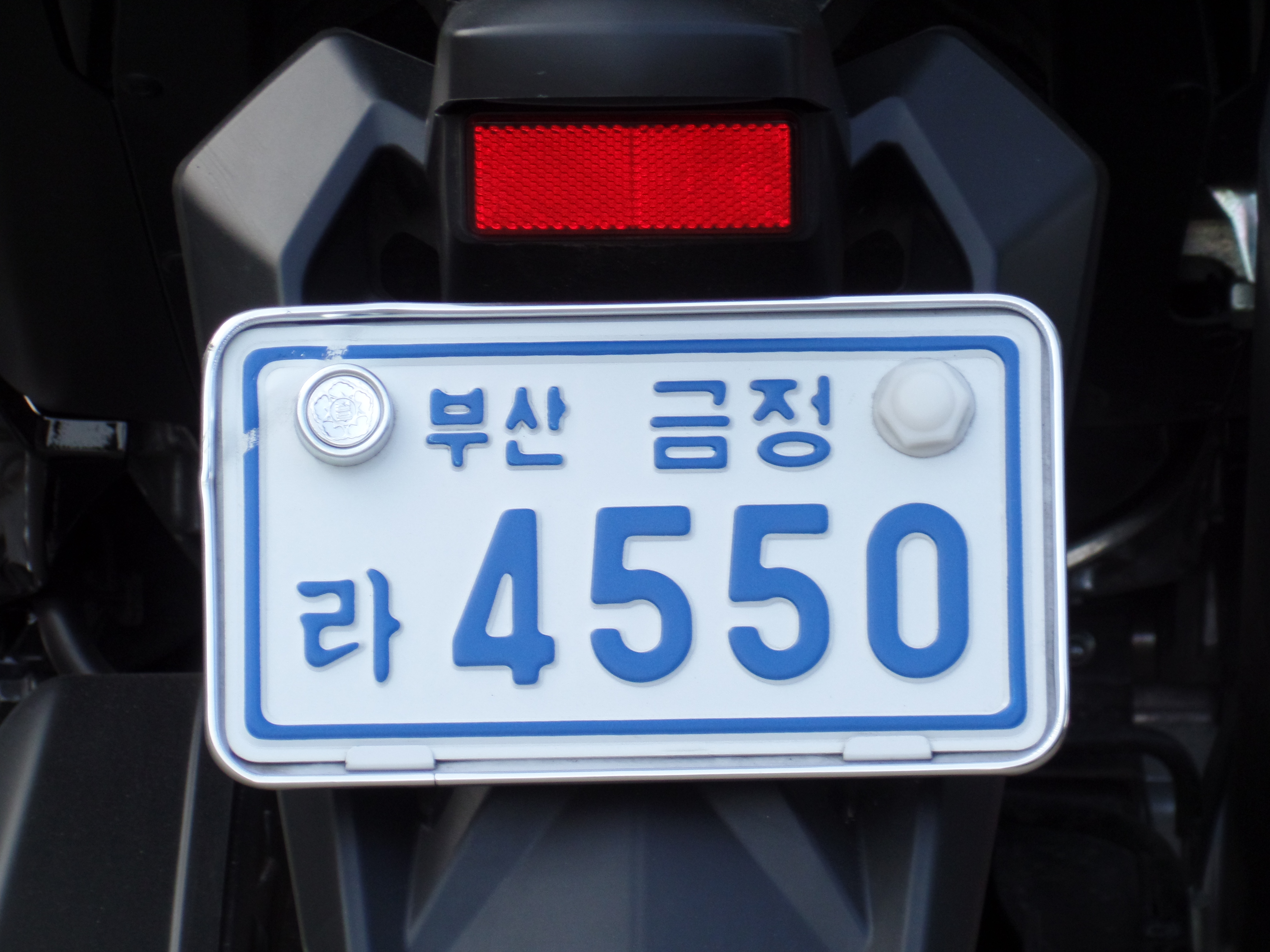
一輛於釜山地區註冊的摩托車牌

相比於四輪車輛，兩輪車（摩托車）則向市、縣或區政府或鎮、鄉或洞登記註冊後，車牌會貼在車輛後面。
車牌基本上為白色，字母為藍色，並保留登記區域標記。與2003年之前的乘用車、廂型車和卡車車牌不同，這些車牌僅標明登記區域的道、特別市或廣域市，而市、縣和區也一併標明。
與汽車、廂型車、卡車的牌照不同，沒有自用牌照和商用車牌之分。 50cc 以下的車輛（2011 年之前根據汽車管理法不視為汽車，2012 年以後視為汽車）截至 2011 年 12 月 31 日均未被納入管理對象，因此無需貼上牌照。但根據 2012 年 1 月 1 日生效的修訂汽車管理法，50cc 以下的車輛也納入管理對象，從 2012 年開始必須貼上牌照。除牌照的白色背景外，牌照的規格因地區和製造商而異，有些牌照背景為白色，但文字為黑色（或綠色）。
二輪車牌照的標準和格式如下。
| 法律法規       | 1~49cc                                                                                           | 50cc~125cc | 126cc~ |
| -------------- | ------------------------------------------------------------------------------------------------ | ---------- | ------ |
| 汽車管理法     | 輕型摩托車 （2012 年 1 月 1 日起生效） （2011 年 12 月 31 日之前未在《汽車管理法》的分類中指定） | 兩輪車     | 兩輪車 |
| 《道路交通法》 | 機動自行車                                                                                       | 機動自行車 | 兩輪車 |
| 牌照           | 2012 年 1 月 1 日起貼 （2011 年 12 月 31 日前未貼上）                                            | 同上       | 同上   |

- 例：서울 동대문 가 0000

## 公用車（外交官等用車）
外交車輛等公務車輛的牌照最初為黃底黑字，但2002年韓日世界盃後，改為藍底白字的現行牌照。最初，牌照上標註的是“외교 1 000000”，並附加車輛分類，但現在已取消車輛分類，改為“외교 000-000”。

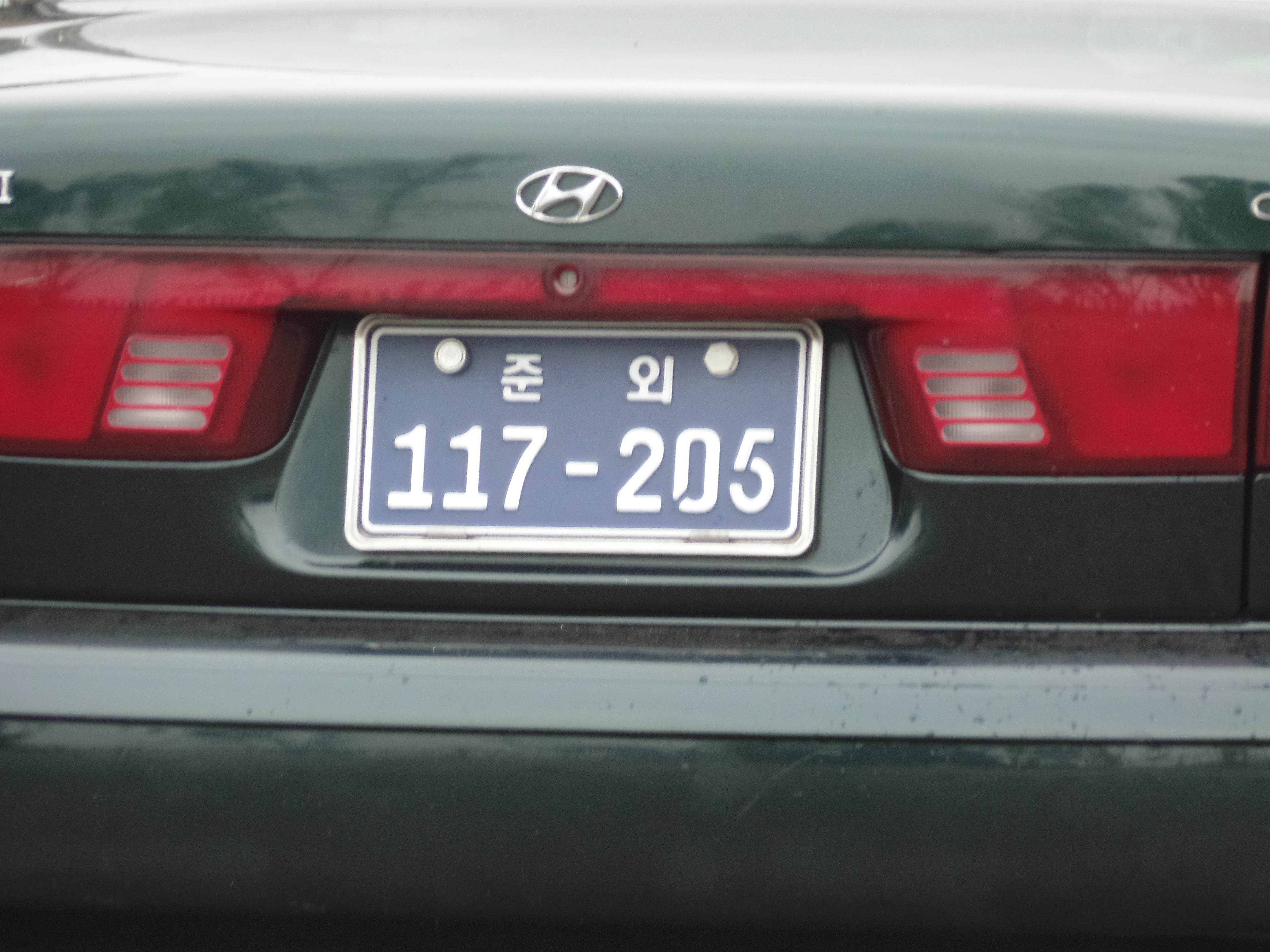
韓國外交車牌

##### 分類編號如下
- 외교（外交）：外交官車輛
- 영사（領事）：領事車輛
- 준외（準外）：外交人員車輛
- 준영（準領）：領事館人員車輛
- 국기（國際）：國際組織車輛
- 대표（代表）：未建交國家或機構駐韓代表處車輛
- 협정：根據特殊外交協議獲得與外交官同等待遇車輛

## 軍方用車
軍用一般車輛比照自用車輛發放牌照，帶有迷彩圖案的軍事作戰車輛（軍用吉普車、軍用卡車、裝甲車、坦克等）則沒有牌照。從 2014 年開始引進的軍用貨車將與軍用作戰車輛一樣，不掛普通牌照，而是掛上部隊名稱、部隊編號和車牌。但是，無迷彩圖案的軍用貨車必須掛牌照。軍事作戰車輛的部隊名稱或部隊編號顯示在車輛保險桿或車身前方的左側，車牌號碼顯示在右側。此外，將軍用的客車和吉普車可能會掛上顯示將軍軍階的「星牌」來代替牌照。陸軍、海軍所屬憲兵巡邏車懸掛標準車牌，空軍所屬憲兵巡邏車則與軍用作戰車輛一樣懸掛標準單位名稱和車號，並配備空軍憲兵支隊標誌牌。
1972年 1月1日至2003年12月31日生產的商用客車、廂型車及卡車，從1973年4月15日至2006年12月31日期間使使用的牌照規格（綠底白字、굴림체、명조체字體），除地區名稱外，依用途不同，牌照上都印有「국」、「합」、「육」、「해」、「공」等字母。 2007年1月1日起，商用客車、廂型車及卡車牌照變更為「歐式車牌（私家車為白底黑字）」後，軍車牌照也變更為歐式牌照規格，而軍車牌照識別號碼不區分車型。

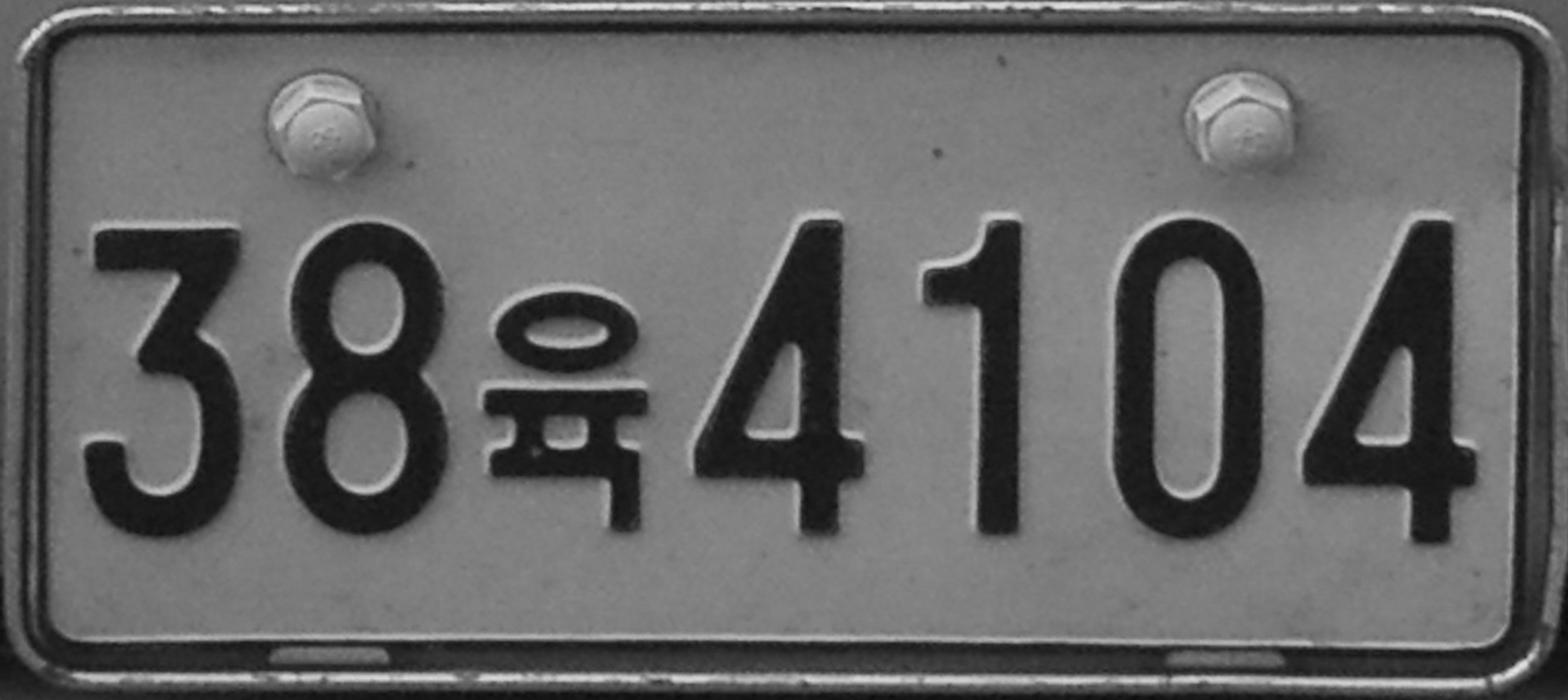
2007年起的歐式軍車牌照

（例如） 01 국 0000

#### 使用符號如下
- 국： 國防部及直屬單位
- 합： 聯合參謀本部及直屬單位
- 육： 韓國陸軍
- 해： 韓國海軍、韓國海軍陸戰隊
- 공： 韓國空軍